# Figline Valdarno
Figline Valdarno – miejscowość we Włoszech, w regionie Toskania, w prowincji Florencja. Według danych na rok 2004 gminę zamieszkiwały 16 282 osoby, 229,3 os./km².

## Historia
Początki miejscowości sięgają połowy XIII wieku, jednak wcześniej na okolicznych wzgórzach stał zamek, którego pierwszymi panami feudalnymi byli Ubertini da Gaville. Znaczenie starożytnej ufortyfikowanej osady było prawdopodobnie znaczne. W 1175 zaplanowano (bez sukcesu) przeniesienie tam diecezji Fiesole. W 1198 „Figline Vecchio” przeszło pod jurysdykcję Florencji, co wywoływało bunty. Ostatni z nich miał miejsce w 1252, kiedy to z powodu azylu udzielonego gibelinom, uciekającym z Florencji, zamek był oblegany i zmuszony do poddania. Florentczycy zrównali wówczas z ziemią starą osadę.
Nowa miejscowość była nieufortyfikowana do 1357, kiedy to sama Florencja postanowiła ją wzmocnić jako swój „spichlerz". Znacznych rozmiarów mury zostały ukończone w 1390. W czasach nowożytnych nastąpił epizod buntu przeciwko francuskim rządom w maju 1799 i udziału licznych mieszkańców w ruchu „Viva Maria”.
W starożytności w mieście i okolicy rozwijała się produkcja wyrobów z wełny i lnu. Potem dominowała produkcja oliwy, wina, zbóż, roślin strączkowych, hodowla jedwabników i bydła. W pierwszej połowie XIX wieku rzemiosła te podupadły. Funkcjonowała natomiast huta szkła. Pewne zyski czerpano również z produkcji skóry i butów, powrozów, słomianych kapeluszy, noży i piaskowca z kamieniołomów w Gaville, które zatrudniały licznych kamieniarzy.
Obecnie działają przedsiębiorstwa z sektora metalurgicznego, elektromaszynowego i spożywczego, działają fabryki obuwia, galanterii skórzanej i kuśnierskie, warsztaty mechaniczne i stolarskie, jak również huty szkła. Rolnictwo produkuje wino, oliwę, owoce oraz zboża. Rozpowszechniona jest hodowla drobiu.
1 stycznia 2014 została zlikwidowana gmina Figline Valdarno wcześniej tu funkcjonująca.

## Zabytki
Do najważniejszych zabytków miasta należą:
- kościół San Pietro al Terra znany przed 1148, przebudowany w XVIII wieku, z cennymi freskami,
- Palazzo Pretorio z wysoką wieżą zegarową, pochodzący z XV wieku, odrestaurowany w XX wieku przez architekta Enzo Cerpi,
- willa San Cerbone w miejscu średniowiecznego zamku z XV wieku, z fasadą z XVII wieku i kaplicą, w której wisi obraz Ludovico Cardi (Zwiastowanie),
- willa (obecnie hotel) Casagrande Serristori zbudowana w XIV wieku na polecenie zamożnego notariusza Ristoro, w okresie Risorgimento istotne ogniwo myśli literackiej, gościła m.in. papieża Leona X[3].